# Nanae, Hokkaidō
Nanae (七飯町 Nanae-chō) là thị trấn thuộc huyện Kameda, phó tỉnh Oshima, Hokkaidō, Nhật Bản. Tính đến ngày 1 tháng 10 năm 2020, dân số ước tính thị trấn là 27.686 và mật độ dân số là 130 người/km2. Tổng diện tích thị trấn là 216,8 km2.